# スペイン狂詩曲 (ラヴェル)
『スペイン狂詩曲』（フランス語: Rapsodie espagnole）は、フランスの作曲家モーリス・ラヴェルが作曲した、管弦楽のための狂詩曲である。習作的な作品とされる『シェヘラザード』序曲（1898年）を除けば、ラヴェルが発表した最初の管弦楽曲である。
ラヴェルの母親はスペイン・バスク地方出身のバスク人であり、ラヴェルは幼少時母親の歌っていたスペイン民謡に影響を受けている。スペイン音楽に影響を受けた作品としては他に『スペインの時』『ボレロ』などがよく知られている。ラヴェルが『スペイン狂詩曲』を完成させた1年後、ドビュッシーもスペインを題材にした作品『イベリア』（管弦楽のための『映像』第2曲）を作曲している。

## 作曲・初演
第3曲「ハバネラ」は1895年に2台のピアノのために作曲・初演されていたものである。ラヴェルは1907年から1908年にかけて「夜への前奏曲」「マラゲーニャ」「終曲」を2台ピアノのために作曲し、まもなく「ハバネラ」を加えてオーケストレーションを施し4曲からなる組曲とした。「ハバネラ」にのみ「夜への前奏曲」冒頭の主題が循環して現れないのはこういった理由である。
なぜわざわざ旧作の「ハバネラ」を加えたのかははっきりしていない。ドビュッシーの「グラナダの夕べ」（『版画』第2曲）を聴いたラヴェルは、自作「ハバネラ」の盗作だという印象を持って不愉快がっていたという友人たちの証言があり、意趣返しの意味もあったのではという説もある。
作品はシャルル・ド・ベリオの息子であり、ピアノと作曲の教授であったシャルル・ウィルフリッド・ド・ベリオ（Charles Wilfrid de Bériot）に献呈されている。
初演は1908年3月15日、パリのシャトレ座にて、エドゥアール・コロンヌ指揮のコンセール・コロンヌ管弦楽団によって行われた。学生らのアンコールに応えて「マラゲーニャ」が演奏されている。この作品は当時大衆的な人気は得られなかったが、スペインの作曲家マヌエル・デ・ファリャは非常に賞賛したという。なお日本初演は、1928年11月25日、日本青年館にてヨゼフ・ケーニヒ指揮、新交響楽団によって行われた。

## 楽器編成
管楽器
ピッコロ2、フルート2、オーボエ2、コーラングレ1、B♭クラリネット2、B♭バスクラリネット1、ファゴット3、サリュソフォーン1、ホルン4、トランペット3、トロンボーン3、テューバ
打楽器
ティンパニ、バスドラム、シンバル、トライアングル、タンバリン、カスタネット、スネアドラム、タムタム、シロフォン、チェレスタ
弦楽器
ハープ2、弦五部

## 曲の構成
4曲からなる。全体で15-16分。
第1曲：Prélude à la nuit（夜への前奏曲）très modéré=Molto moderato
F-E-D-Cisが基本の循環主題が曲全体の印象を形作っている。また、この主題は「ハバネラ」以外の曲にも現れ、作品全体の重要な存在となっている。曲の後半にクラリネットとファゴット+ヴァイオリンによる技巧的なカデンツァが現れる。
第2曲：Malagueña（マラゲーニャ）assez vif=Vivace assai
マラゲーニャはマラガの民族音楽のファンダンゴである。後半部にコーラングレのソロがある。
第3曲：Habanera（ハバネラ）assez lent et d'un rythme las=Lento assai
この曲には唯一、第1曲の序奏の主題が現れない。
第4曲：Feria（祭り）assez animé＝Animato assai
祭の日の市場が賑わう様子を描写した色彩豊かな音楽。中間部にコーラングレとクラリネットのソロがある。

## 編曲
初演後、ソラブジがピアノ独奏用に編曲した。